# 24 Ursae Majoris
24 Ursae Majoris (d Ursae Majoris) é uma estrela na direção da Ursa Major. Possui uma ascensão reta de 09h 34m 28.97s e uma declinação de +69° 49′ 48.6″. Sua magnitude aparente é igual a 4.54. Considerando sua distância de 106 anos-luz em relação à Terra, sua magnitude absoluta é igual a 1.99. Pertence à classe espectral G4III-IV. É uma estrela variável RS Canum Venaticorum.